# Classiques-CFL
 (avril 2017).
Si vous disposez d'ouvrages ou d'articles de référence ou si vous connaissez des sites web de qualité traitant du thème abordé ici, merci de compléter l'article en donnant les références utiles à sa vérifiabilité et en les liant à la section « Notes et références ».
Classiques est une collection du Club français du livre (CFL).

## Généralités
Classiques est une des premières collections lancées par le Club français du livre en 1947. Elle a compté environ quatre-vingts titres et dura jusqu'en 1965. Les tirages ont varié entre 3 000 et 8 500 exemplaires (10 000 ex. pour le n° 43 consacré à Ambroise Paré) et il y eut quelques rééditions après 1964.
Les œuvres présentées sont essentiellement d'auteurs français considérés comme « classiques » mais on trouve quelques Britanniques ou Italiens ainsi que quelques titres de la littérature du Moyen Âge ou de la Renaissance.
Il n'y a aucune feuille de style  commune mais, au contraire, chaque volume (excepté la série Balzac) offre des caractéristiques artistiques propres, comme il était de règle au CFL. Une plume d'oie accompagne le nom de la collection.

## Série Balzac
Cette série ou sous-collection se limite à un choix d'œuvres de Balzac ; elle est publiée de 1950 à 1953. Chaque titre est précédé d'une préface par un écrivain : Samuel Silvestre de Sacy, Marcel Brion, etc. Cette série précède la grande collection Balzac en seize volumes du Club français du livre, publiée par souscription dans la collection Formes et Reflets, et qui est une intégrale. 
Tous les volumes de la série Balzac (sauf le premier, n° 4) présentent la même feuille de style : reliure toile beige-rosé avec le monogramme HB poinçonné au centre du 1er plat, illustrations anciennes, typographie, etc. Ils forment ainsi une série particulière dans la collection dont le tirage a varié entre 3 000 et 4 000 exemplaires numérotés, avec souvent un tirage supplémentaire non numéroté de 1 000.

## Quelques titres
- Ambroise Paré de Laval au Mayne Conseiller et Premier Chirurgien du Roy, Animaux, Monstres et Prodiges, introduction « Le monde entrouvert » de Claude Grégory, maquettes de Pierre Faucheux, 1954
- Robert Maturin, Melmoth, l'homme errant, traduction de Jean Cohen, préface d'André Breton, « Melmoth vu par Baudelaire », maquettes de Robert Korn, n° 41, 1954
- Joseph Joubert, Pensées, textes choisis et présentés par Raymond Dumay, maquettes de Jacques Darche, n° 42, 1954